# Hyposmocoma ekemamao
Hyposmocoma ekemamao — вид молі ендемічного гавайського роду Hyposmocoma.

## Поширення
Зустрічається на острові Лайсан в районі Гуано-Рок.

## Опис
Розмах крил 10—10,5 мм. Личинки живуть далеко від берега. Кокон гусениці — яскравого темно-коричневого кольору, конічної форми, гладкий і сплюснутий, довжиною 4,1—7,0 мм. При підростанні личинки кокон подовжується в обидві боки.